# 14-й піхотний полк (Австро-Угорщина)

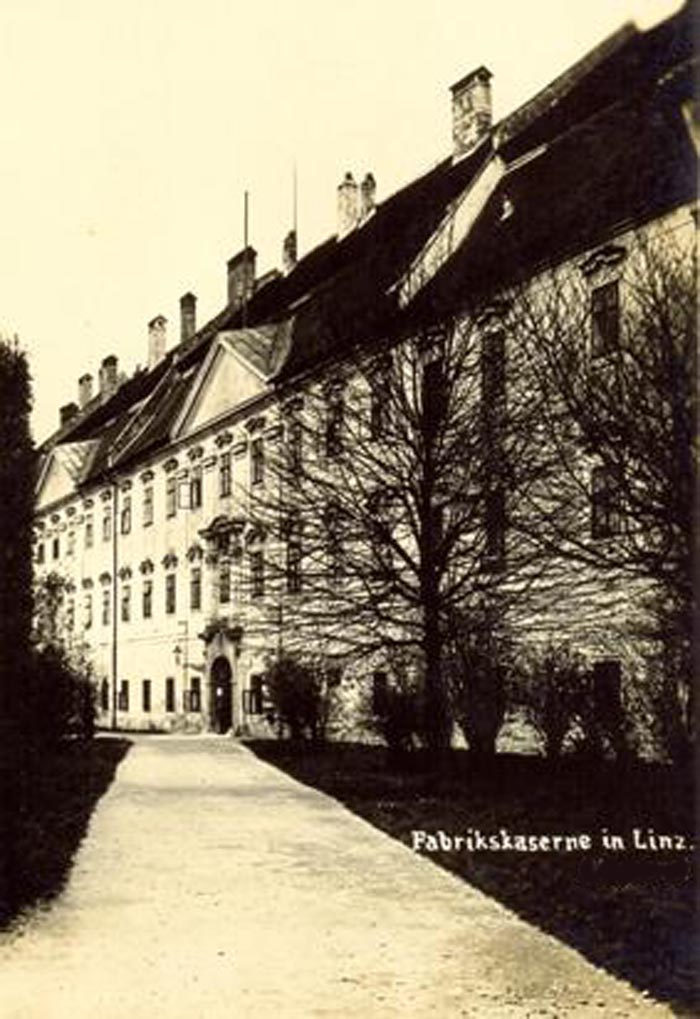
Казарми полку в Лінці.

14-й Верхньоавстрійський піхотний полк «Ернста Людвіга великого герцога Гессенського і Рейнського» (нім. k.u.k. Infanterieregiment „Ernst Ludwig Großherzog von Hessen und bei Rhein“ Nr. 14, 14 IR.) — піхотний полк Спільної армії Збройних сил Австро-Угорщини.

## Історія
Полк було створено в 1733 році. Першим командиром полку став Ніколаус Леопольд, принц Зальм-Зальмський. 4 листопада 1733 року Президент Придворної військової ради принц Євген Савойський видав новопризначеному полковнику Ніколаусу Леопольду указ про призначення його командувачем, підписаний імператором Карлом VI. Командир приступив до формування полку кількість в 2300 чоловік. Згодом полк отримав назву «Полк графа Сальма» (нім. „Regiment Graf Salm“).
Полковим кольором до 1748 р. був синій, після змінений на чорний.
В 1769 р. полку був присвоєний номер 14. З 1769 року по 16 травня 1851 року полк називався «14-м піхотним полком».
Після Тешенського договору (1779) коли Іннфіртель приєднався до Австрійської імперії, 14-й полк вперше прибув до Верхньої Австрії. Гарнізон розмістився в містах Лінц і Браунау.
16 травня 1851 р. за найвищою постановою імператора Франца Йосифа полк отримав покровителя, ним став великий герцог Гессенський Людвіг III. З цієї нагоди 18 червня 1851 року велика герцогиня Матильда, дружина герцога Людвіга ІІІ, подарувала цінний прапор 1-му батальйону в казармах замку Лінц.
Після смерті великого герцога Людвіга III у 1877 р. покровительство полку успадкував його син, великий герцог Людвіг IV, і пробув ним до 1892 р. З 1892 по 1918 рр. покровителем був великий герцог Ернст Людвіг.
Понад 5000 військовослужбовців 14-го піхотного полку, загинули або пропали безвісти під час Першої світової війни.
Штаб–квартири: Лінц (1779– ?), Брегенц (? –1907), Лінц (1908—1914). Округ поповнення № 14 — Лінц, на території 14-го армійського корпусу.

## Бойовий шлях

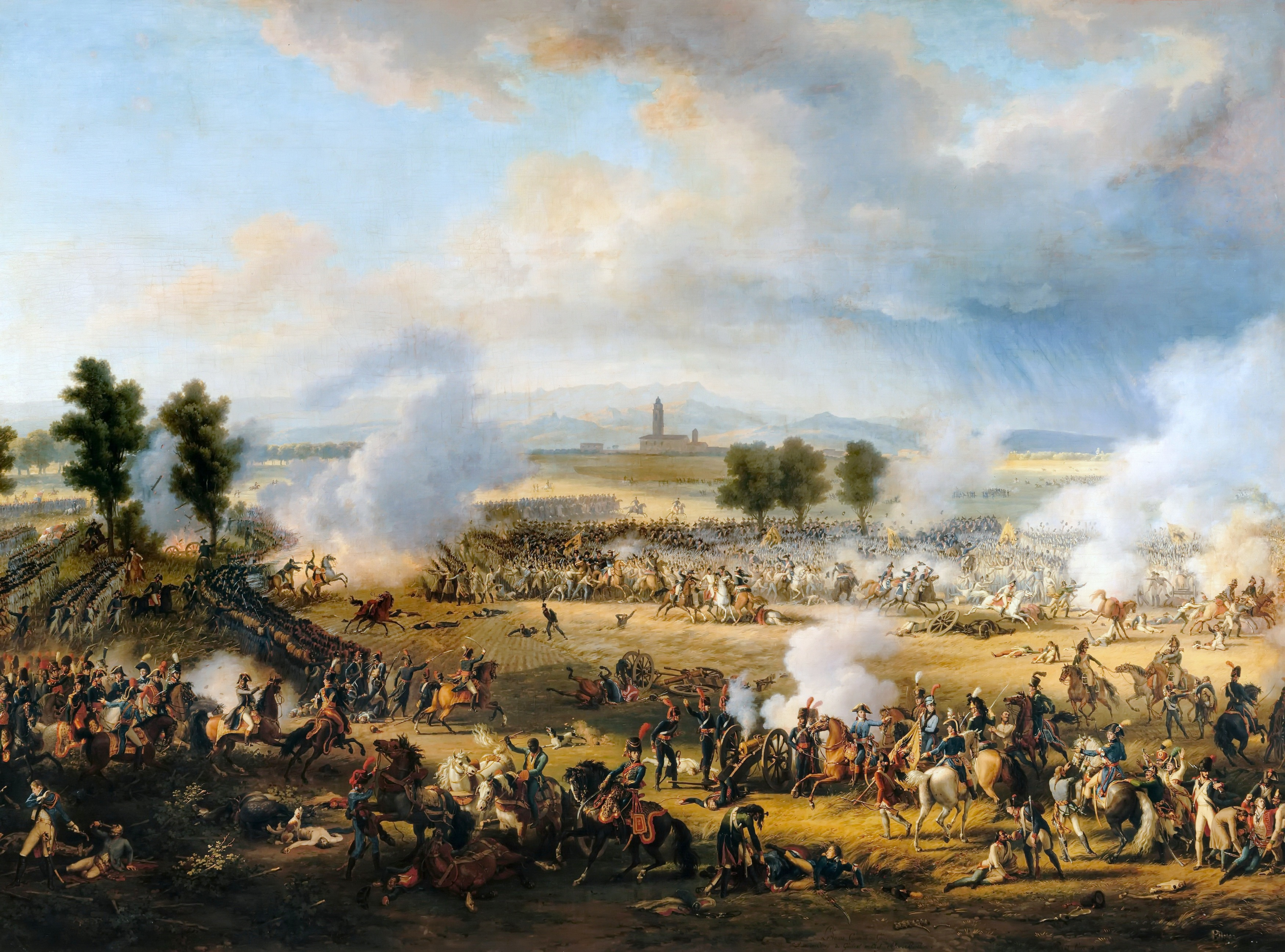
Битва під Маренго, 1800.

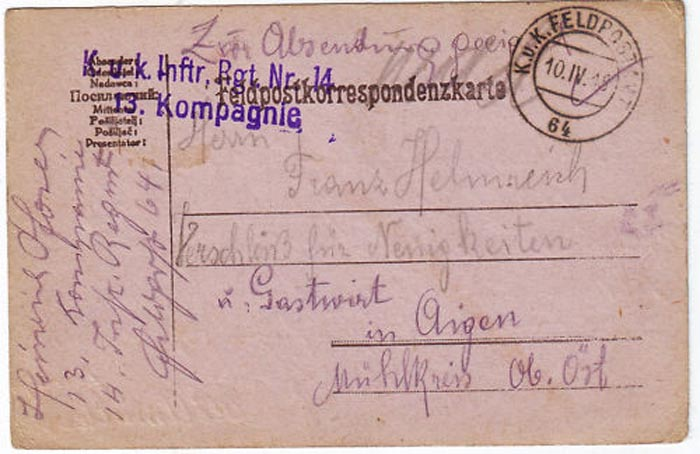
Листівка бійця 13-ї роти 14-го піхотного полку.

Бойове хрещення полк пройшов в 1739 р. у битві під Панчовою на південь від Белграда під час Австро-турецької війни (1735—1739).
В Австрійсько-французькій війні полк брав участь в Деттінгенській битві (1743), Саарській битві (1746) та в битві при Лауфельді (1747). Під час Семирічної війни (1756–1763), у 1756 році полк здійснив похід з Люксембурга до Богемії. В 1757 р. бився під Габелем, Світави, Вітцендорфом, Мойсі та при Коліні. 1759 — битва біля Заальфельда, ар'єргардний бій через Гаслау проти Хеба. В 1760 р. — битва при Ландесхуті, штурм Клодзько. 1762 — форпостний бій під Заунгаузом, штурм редутів Бранда, бій під Фрайбергом.
З початком нової кампанії Російсько-турецької війни (1787—1792) за контроль над українським Причорномор'ям і Кавказом 14-й полк штурмував турецький Новий Град на Уні (1788) та Белград (1789).
Протягом Наполеонівських війн 14-й піхотний полк брав участь в: 1792 — битва під Тріром; 1793 — капітуляція Ле-Кенуа, битва при Гесперінгені, битва при Мобежі, битва при Ватіньї; 1794 — битви при Бомонті, Сіврі, Бузіньї, Ганте, капітуляція Ландресі, битва при Туїні та Лобдесі; 1795 — битва за Хартберг біля Майнца, оточення Мангейма, штурм Гальгенберга біля Мангейма, битва біля Санкт-Мартіна; 1795 — битва за Хартберг біля Майнца, оточення Мангейма, штурм Гальгенберга біля Мангейма, битва біля Сант-Мартіна; 1796 — битва при Гардоне, Лонате, Дезенцано, Волано, Калліано, Сант-Джорджіо, Фаворита, Бесенелло, Пері; 1797 — битва при Ріволі, бої при Лонгароне, Рейблі, Тарвізіо; 1799 — битва при Вероні, битва при Маньяно, битва при Лассано, битви при Маренго і Модені, битви при Тідоні, битва при Требії, битва при Нові, битви при Савільяно і Фассано, напад на Пінероло, штурм Нові; 1800 — битва при Кадібоні, напад на Боккетта, битви при Стеллі, Сауда, С. Мартіно д'Альберо Альбісола, Лоано, на Монте-Бекко, на Варі, на Монте-Наве, біля П'яченки, битва при Маренго, битва при Мінчо, битва при Валеджіо; 1805 — бої при Боденбіхлі, при Штайнпасі, біля Ункен, битва на перевалі Штруб; 1809 — битва при Пфаффенгофені, зустріч біля Ландсхута, битва під Ноймарктом (Баварія), битва при Рідау, Ноймаркт та Ебельсберг, битва під Асперном та Есслінгеном, битва при Ваграмом, битва при Зноймо.
Під час березневого повстання в Австрійській імперії (1848–1849) полк був використаний для окупації Відня. Також 2 батальйони полку були відправлені в Італію до фельдмаршала графа Радецького. В 1848 р. відбулися аванпостні бої при Понтеббі та битви при Сельві, Озоппо та Мальконтенті. Ще одна битва при Озоппо призвела до штурму та капітуляції міста. В наступному році полк бився в Угорщині, зокрема бої під Коморном і Жигердом, а 20 і 21 червня в битві під Передом.
В Австро-італо-французькій війні (1859) 14-й піхотний полк 4 червня бився під Маджентою. В цій битві полк втратив 5 офіцерів і 172 чоловіка вбитими, 25 офіцерів і 647 чоловік були поранені, з них ще 97 чоловік пізніше померли від ран. 24 червня відбулася битва під Сольферіно, в якій загинули 5 офіцерів та 53 бійця, 12 офіцерів і 297 солдат були поранені, найбільшою втратою полку став його командир, полковник Фердинанд Мумб фон Мюльхайм, він був смертельно поранений, похований на цвинтарі Вільяфранка.
У війні проти Данії (1864), 6 лютого полк бився при Еферзе, 8 березня — наступальний бій біля Вайле. Після цих двох битв полк не виконував бойових завдань, 23 листопада повернений в місце постійної дислокації.
Коли навесні 1866 року небезпека війни з Пруссією ставала все більш вірогідною, у Лінці був сформований 5-й батальйон. У битві під Садовою полк входив до складу 2-го корпусу на правому крилі. Полк не брав участі в бою, але втратив в ар'єргардних боях 12 вбитими і 30 пораненими.
Після спалаху заворушень у Далмації 7 листопада 1881 року полк був розгорнутий для відновлення правопорядку. На Кривошії відбулася лише одна битва. До травня 1882 року повстання вщухло.

### Перша світова війна
Східний фронт
7 серпня 1914 р. о 07:00 полк розмістився на ешелон з метою виходу на плацдарм Східного фронту. 10 серпня ешелон прибув в район Карпат. Після цього відбулася перекидання в район українського Городка, де полк перебував з 11 по 13 серпня. У складі 14-го армійського корпусу полк був зібраний в районі дислокації 3-ї піхотної дивізії поблизу Самбора і прикріплений до 4-ї армії під командуванням генерала фон Ауффенберга.
У битві під Комаровом (26 серпня — 1 вересня 1914 р.) полк брав участь у районі на північний схід від Телятина на правому крилі. Бойове хрещення в Осердові в перший день війни вартувало полку 13 загиблих, 314 поранених і 59 зниклих безвісти. 31 серпня відбувся бій під Лісками: о 4:00 ранку весь полк із чотирьма батальйонами почав наступ на російські позиції. Підрозділ потрапив у щораз зростаючий обстріл російських кулеметів і масованої артилерійської оборони. Зрештою, атака зупинилася. Коли нестача боєприпасів стала помітною, останній штабний офіцер майор фон Кіршнер вирішив відвезти назад залишки полку. О 9:10 рештки рот відірвалися від ворога, щоб уникнути повного знищення. Залишки полку зібралися в Лісках. З двома слабкими батальйонами, включаючи десяток офіцерів, він наступного дня пішов за наступаючим 14-м армійським корпусом. Полк отримав 400 загиблих і близько 1000 поранених у втратах. Залишилося лише 13 боєздатних офіцерів. 4 вересня командуванням полку прийняв полковник Томас Бенеш. Після втрати Львова полк відступив через Осердів і Белз до Рави-Руської. У битві під Равою-Руською 14-й корпус знову був сильно розбитий, і 11 вересня полку довелося відступити аж під Жешув. 15 вересня полк переночував у Ярославі після подальшого зворотного маршу через Переворськ.
13–15 жовтня відбулися бої біля Седлянки, з 16 жовтня по 2 листопад полк намагався наступати в районі Нисько та Рацлавиці. 16–24 листопада полк бере участь в Краківська битва, 17 листопада падає командир полку полковник Томас Бенеш, до 26 листопада командуванням займається підполковник Артур Пешманн, після нього командування приймає підполковник Річард фон Віттореллі. В кінці листопада підрозділ передислоковується в Карпати, успішно воює в битві при Лімановій. 15–28 грудня: оборонні бої на Нивці та Радлуві. Зимові позиційні бої на Дунаєці біля Велика Весь, Ольшині та Яновиці.
19 лютого 1915 року полк нападає на Ґерув та веде окопну війну. 2–3 травня наступ в Горлицькій битві, прорив в районі Тарнува. 4 травня атака біля Бяли. 6–11 травня наступальний бій під Плечною, на Здолі, Пустиня, Любзіна, Завада та Седічов. 20 травня — 5 червня: оборонні бої на Сяні, біля Рудника, Єжове і Ґробле. 17–22 червня полк веде окопні бої під Лентовнею і Рудником. 23–24 червня оборонні бої під Боровиною та Підволиною. 3 липня бій біля Воли Студзянки, другий бій під Красником. 7–10 липня тяжкі бої під Закшувеком на Бирчіці. 17 липня — 8 вересня: бої переслідування під Яблонною, Гайдовом, Ґалензувом, Сьвідничеком, Жидіцином, Любартувом через Луцьк та Олику до Путилівки.
30 вересня 1915 — 18 лютого 1916: окопні бої біля Олики та на схід від Луцька.
Італійський фронт
У квітні 1915 року, зі складу 14-го піхотного полку, було створено 10-й похідний батальйон (X. IR. 14) під командуванням капітана Фрідріха Ріттера Ганткена фон Прудніка. 6 травня 1915 року батальйон кількістю 24 офіцери та 1002 чоловіки вирушив з Лінца до Тіролю.
Навесні 1916 року 14-й армійський корпус був перекинутий на Тірольський фронт. Туди входив 14-й піхотний полк в складі 3-ї піхотної дивізії. На південь від Больцано полк був розквартирований на десять днів у районі Куртініга та Маргрейда. У цей період проводилося навчання альпійській війні. З 19 березня 1916 року полк двома нічними маршами вирушив до Тренто, щоб залишитися тут до початку запланованого весняного наступу. Після цього було відбулося подальше навчання гірській війні та отримання необхідного спорядження.
30 березня 1-й і 3-й батальйони під звуки музики вирушили до Фольгарії, де на той час перебував командний склад 14-го армійського корпусу. 2-й, 4-й і 5-й батальйони залишалися в Тренто до початку травня, щоб потім піднятися на Соммосаттель і через кільцеву дорогу Дюрера на плато Лафраун/Вельгройт (Лаварон/Фольгарія). 12 травня полк знову зібрався біля Верк Себастьяно, готуючись до штурму Монте-Костона 15 травня.
1-й батальйон штурмував вершину Костон, на якій артилерійські обстріли настільки зазнали успіху, що залишилися в живих 350 італійців, які здалися в полон разом зі штабом, командиром і скарбницею полку з сумою 13 000 лір. Всього за 18 травня день було полонено 638 чоловік, 3 артилерійські одиниці, 2 прожектори та 10 кулеметів. Їхні власні втрати були відносно невеликими.
20 травня було захоплено фортецю Кампомолон. 25 травня відбувся штурм Монте-Чімоне і Кавіохо. З 31 травня по 25 червня підрозділи полку брали участь у боях за Пріафора і Монте-Джове. 18 липня 1916 — 1 лютого 1917 після закінчення австрійського наступу та італійського контрнаступу, відбувалася окопна війна на Сіма-дель-Костон, Монте-Майо, Монте-Чімоне, на плато Тонецца та поблизу Моліно в басейні Лагі. 15 серпня — 17 вересня: участь у 8-й битві на Ізонцо (поблизу Оппачіаселли). 18 жовтня — 19 листопада: окопні бої на Монте-Пасубіо.
10–20 червня 1917 року: оборонна битва на Порта Лепоцце-Ортігара. 22 липня: окопні бої під Сан-П'єтро в долині Астіко і при Монте-Зебіо. 9–17 вересня 1917: Участь у 11-й битві на Ізонцо.
У 11-й битві на Ізонцо за Монте-Сан-Габріеле, полк отримав завдання відвоювати гору. Крім того, 9 вересня 1917 року біля гори, яка потрапила під сильний вогонь, прибув 14-й піхотний полк, який налічував лише три батальйони. Атака була запланована до світанку 11 вересня 1917 року. Після кількох днів довгих боїв гору нарешті повернули австрійці й утримували, доки італійці не припинили неуспішні спроби повернути гору. Коли 17 вересня 1917 року їх замінили війська 20-ї гонведської піхотної дивізії, втрати 14-го полку склали дві третини початкового особового складу.
У 12-ї битві біля Ізонцо при Капоретто, 24 жовтня 1917 р. полк пішов в прорив під Флічем, 26 жовтня відбувся штурм вершини Толстий Верх. Наступного дня: штурм Прато-ді-Ресія — Резютта — Фелаталь. 28 жовтня: бої переслідування Сан-Джорджіо — Прато-ді-Ресія. 4 листопада: бої за Тальяменто, Ставолі, Тольмеццо, Трамонті, Форчелла. 20 листопада: бої переслідування біля Клаутани, висота 1439 м, Лонгароне, Беллуно, Фельтре, Фонцазо. 21–23 листопада: напад на Чизмон в ущелині Брента. 1–4 грудня: оборонні бої на Коль-делла-Беретта. 25 грудня — 21 січня 1918 року: окопні бої в долині Стіццоне в районі Граппа між Коль-дель-Орсо і Монте-Пертіка.
26 січня 1918 р. був сформований 114-й піхотний полк, в його склад було передано 4-й батальйон 14-го піхотного полку. Так само до 114-го піхотного полку було включено 10-й окремий похідний батальйон 14-го піхотного полку (з травня 1915 р.), який раніше діяв самостійно.
3 липня — 16 липня: марш через Тре Палі — Гриньо — Борго в район Олле — П'єгара. 16 липня — 20 вересня: полк перекинутий поїздом до долини Адідже. Штаб полку та 2-й батальйон були розміщені в Куртачі, 1-й батальйон в Етікларі та 2-й батальйон в Термено.
9 серпня 1918 року імператор Карл І прийняв офіцерів і загін полку на залізничній станції в Ауері і похвалив полк за його роботу на Коль-дель-Россо.
20 вересня 1918 переїзд до Тренто, подальший марш на фронт до Віллаццано. 31 жовтня відбувся похід до Гріньо. 2 листопада: марш через Борго до Левіко, а звідти до Ронченьо. 1-й батальйон отримав наказ прикривати відступ від італійців з Валь-ді-Ф'ємме на Панаротта (2002 м).

## Склад
- 1-й батальйон (? –1914: Лінц);
- 2-й батальйон (1903—1907: Інсбрук; 1908—1914: Лінц);
- 3-й батальйон (1903—1907: Брегенц; 1908—1914: Лінц);
- 4-й батальйон (1903: Брегенц; 1904—1907: Швац; 1908—1914: Лінц);
- 5-й батальйон (1866– ?);
- 10-й окремий похідний батальйон (сформований в квітні 1915 р., деякий час діяв самостійно, в січні 1918 р. ввійшов в склад 114-го піхотного полку);
- Гренадерський батальйон.

Станом на 1914 р. полк нараховував: 123 офіцери, 4592 чоловіки, 284 коней та 16 кулеметів.
Національний склад (1914):
- 98 % — німці;
- 2 % — інші національності.[2]

## Почесні шефи
- 1851—1877: великий герцог Гессенський Людвігг III;
- 1877—1892: великий герцог Гессенський Людвіг IV;
- 1892—1918: великий герцог Гессенський Ернст Людвіг.[2]

## Командування
- 1733—1734: принц Ніколаус Леопольд Зальм-Зальмський;
- 1734—1738: полковник граф Генріх IV Ройс-Плауен;₫‘
- 1739—1745: полковник Ернст фон Мільнер;
- 1745—1752: полковник Йозеф Кессель;
- 1752—1758: полковник Адам Фердинанд Фрайхер Краммер фон Оберек;
- 1758—1762: полковник Крістіан Фрайхер фон Беффендорф;
- 1762—1771: полковник Максиміліан Август Цорн фон Пломбсхайм;
- 1771—1783: полковник Максиміліан Граф Байє де Латур;
- 1794: полковник Едуард Джамес;
- 1794—1797: полковник Франц Маркіз де Лузіньян;
- 1797—1800: полковник Франц Фрайгер фон Катлінський;
- 1800: полковник Карл Граф Паар;
- 1800—1807: полковник Франц Марціані фон Сациле;
- 1807—1809: полковник Альберт де Бест;
- 1809—1814: полковник Мартін фон Штайнман;
- 1814—1828: полковник Йоахім Ріттер фон Путеані;
- 1828—1832: полковник Людвіг Фрайхер фон Шенермарк;
- 1832—1838: полковник Венцель Еліачек;
- 1838—1846: полковник Франц Ульріх фон Ульріхсталь;
- 1846—1848: полковник Йозеф Барч;
- 1848—1849: полковник Йозеф Там;
- 1849—1853: полковник Йозеф Фрайхер Райхлін фон Мельдегг;
- 1853—1857: полковник Йозеф Фрайхер Яблонський з Монте-Берико;
- 1857—1859: полковник Фердинанд Мумб фон Мюльхайм;
- 1859—1866: полковник Адольф Шутте Фрайхер фон Варенсберг;
- 1866—1874: полковник Петер Наранчич;
- 1874—1877: полковник Людвіг Едлер фон Корнаро;
- 1877—1879: полковник Арнольд Кеніг;
- 1879—1880: полковник Йозеф Гроссман фон Штальборн;
- 1880—1883: полковник Густав Шарінгер;
- 1883—1888: полковник Карл Костерсіц;
- 1888—1893: полковник Оскар Негреллі;
- 1893—1898: полковник Зігмунд Клуг Едлер фон Клюгенвальд;
- 1898—1903: полковник Вільгельм Лахаузен;
- 1903—1908: полковник Генріх Полачек;
- 1908—1909: полковник Йоганн Лінхарт;
- 1909—1913: полковник Альфред Ріттер фон Хінке;
- 1913—1914: полковник Фрідріх Едлер фон Льов;
- 1914: полковник Томас Бенеш;
- 1914—1917: полковник Річард фон Віттореллі;
- 1918: полковник Август фон Онтл.[2]

## Однострій та символіка

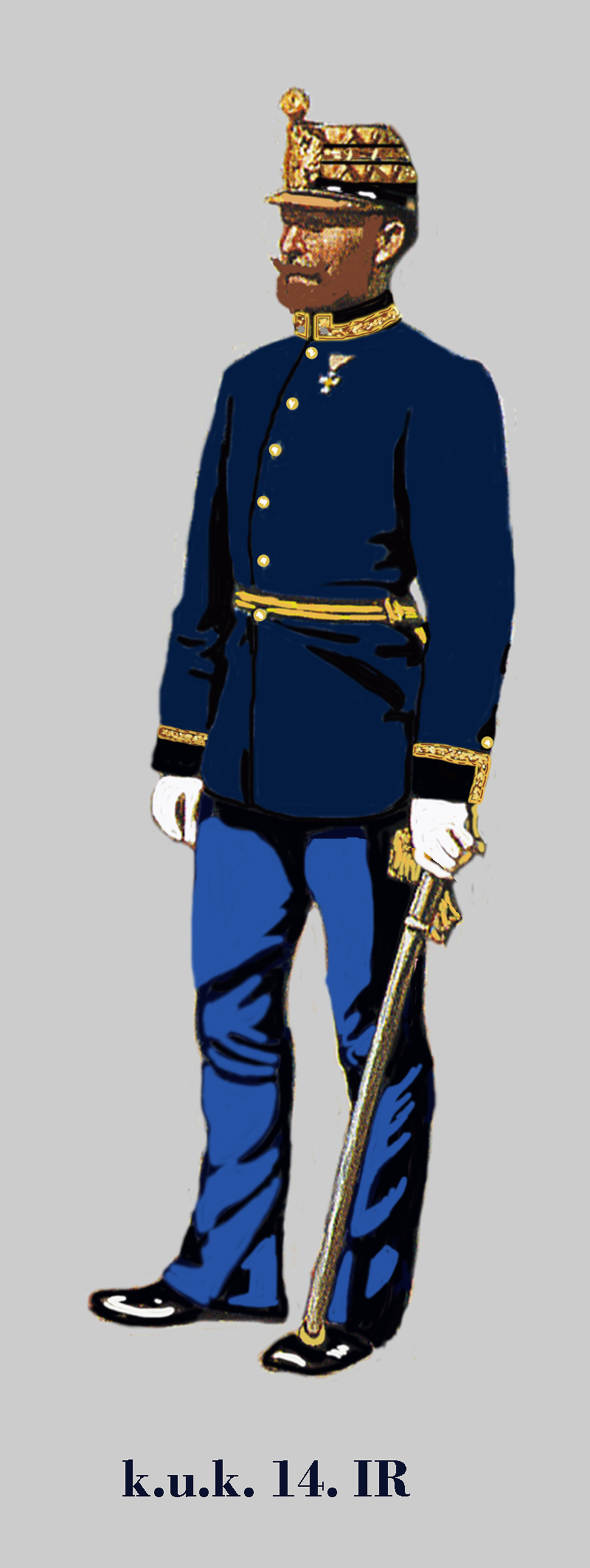
Майор 14-го піхотного полку
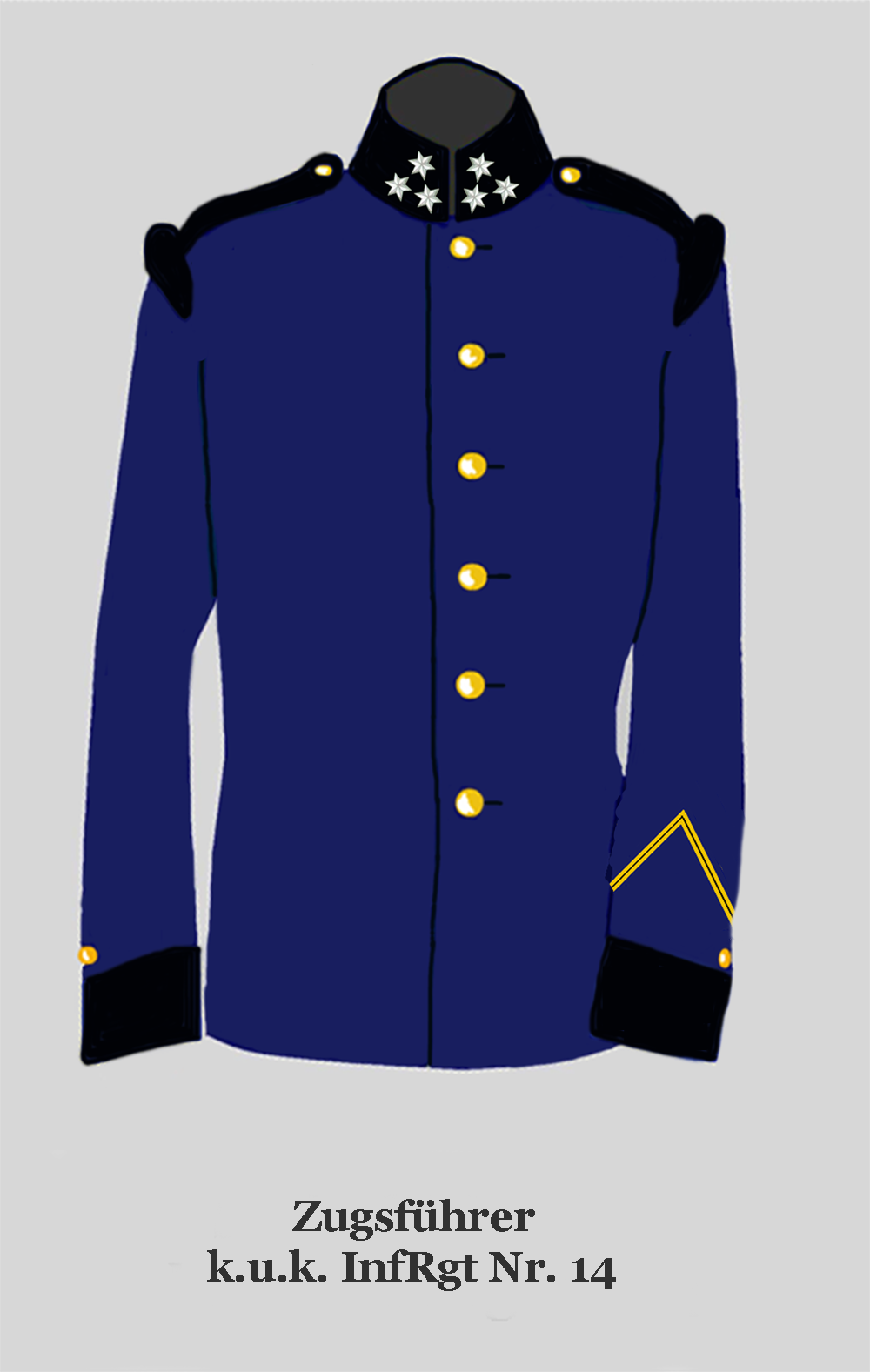
Мундир цугсфюрера 14-го піхотного полку
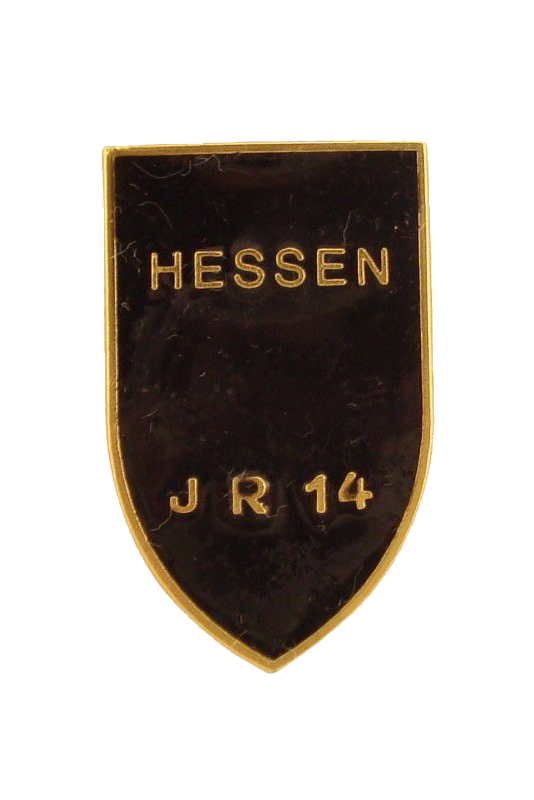
Каппен 14-го піхотного полку
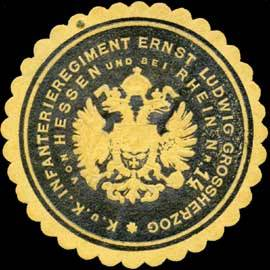
Печатка 14-го піхотного полку

## Галерея

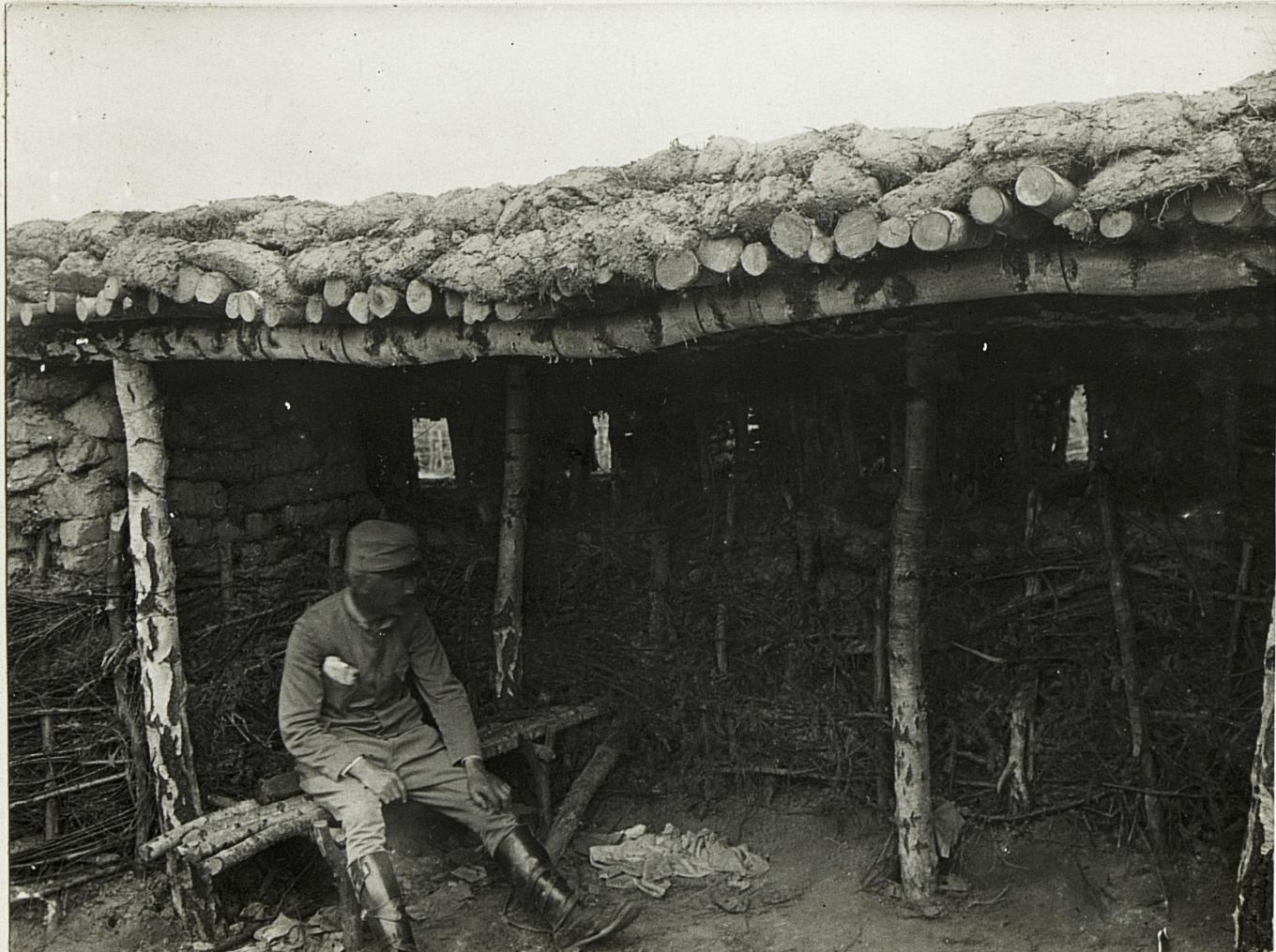
Боєць 10-ї роти в укритті на позиціях.
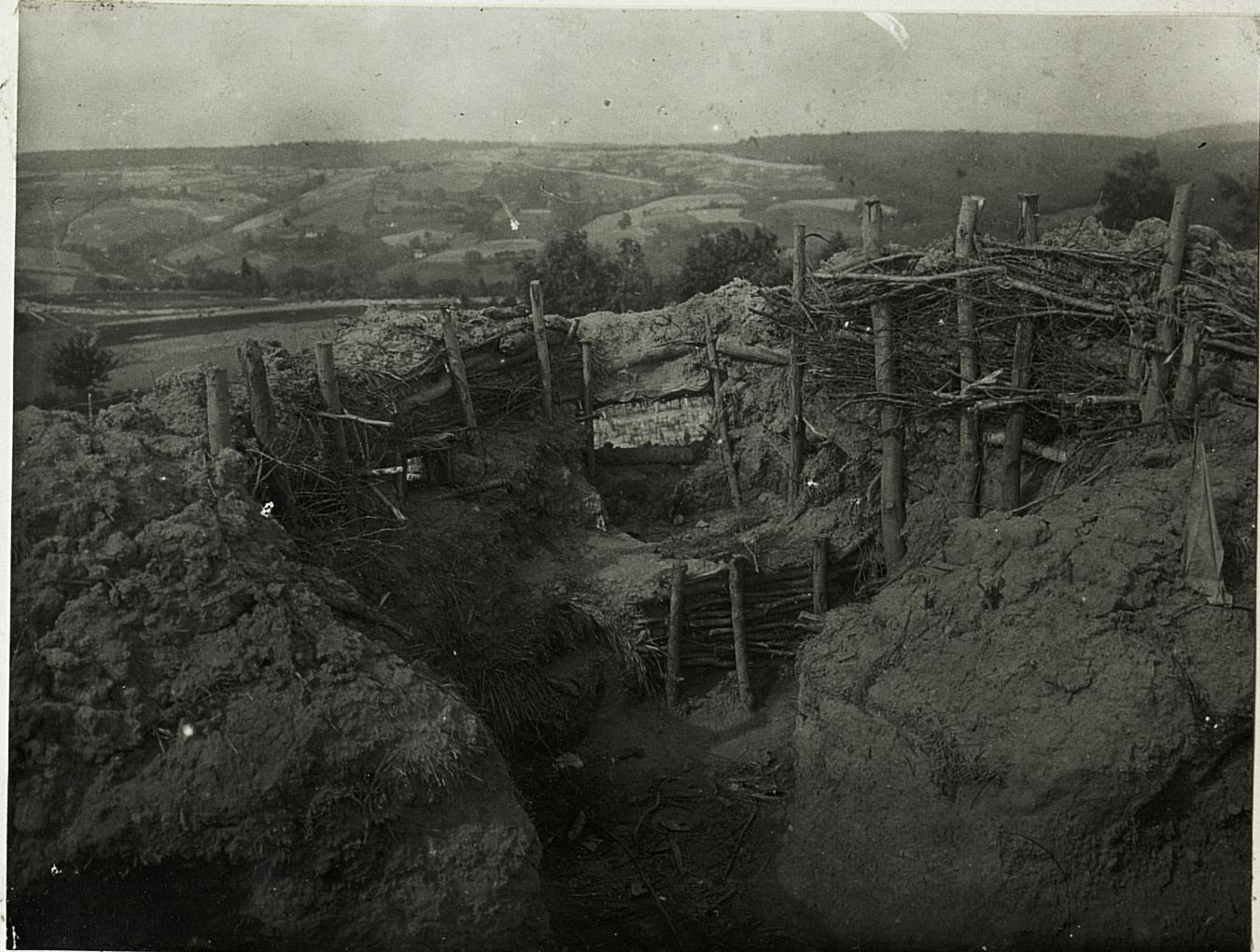
Вогнева позиція 3-го кулеметного відділення.
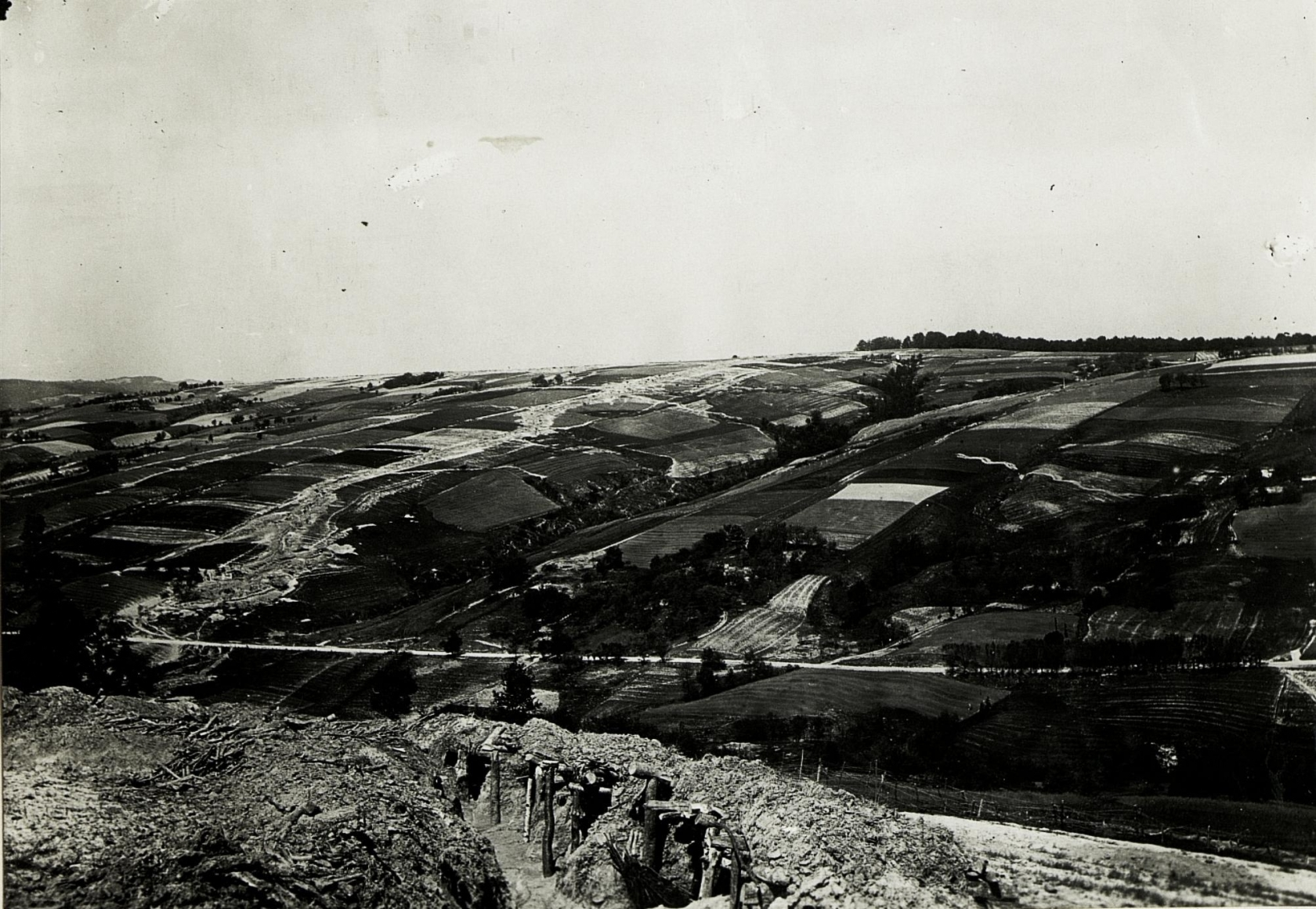
Вид на лінію оборони з вогневої позиції 2-го кулеметного відділення.
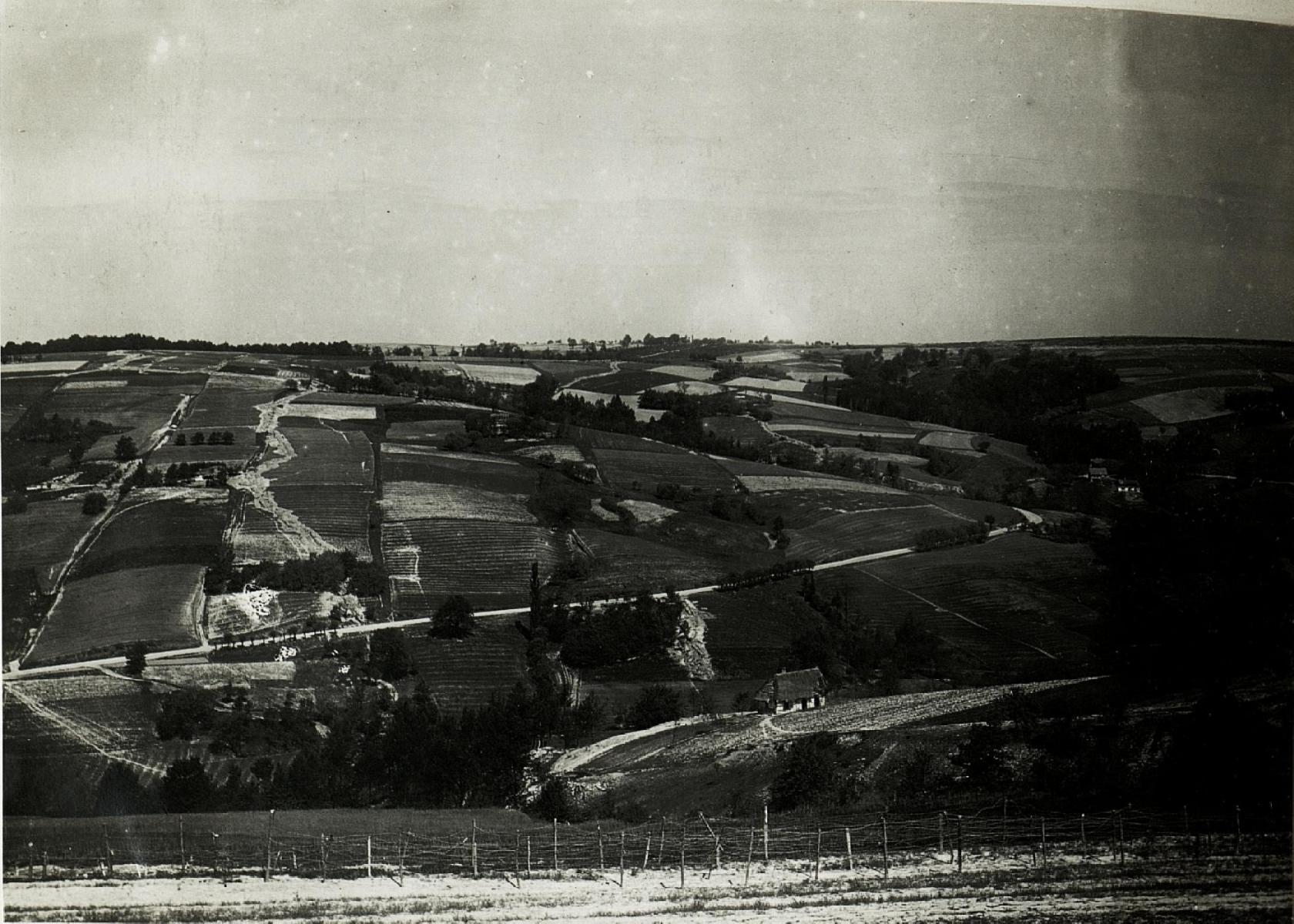
Вид з вогневої позиції 2-го кулеметного відділення.
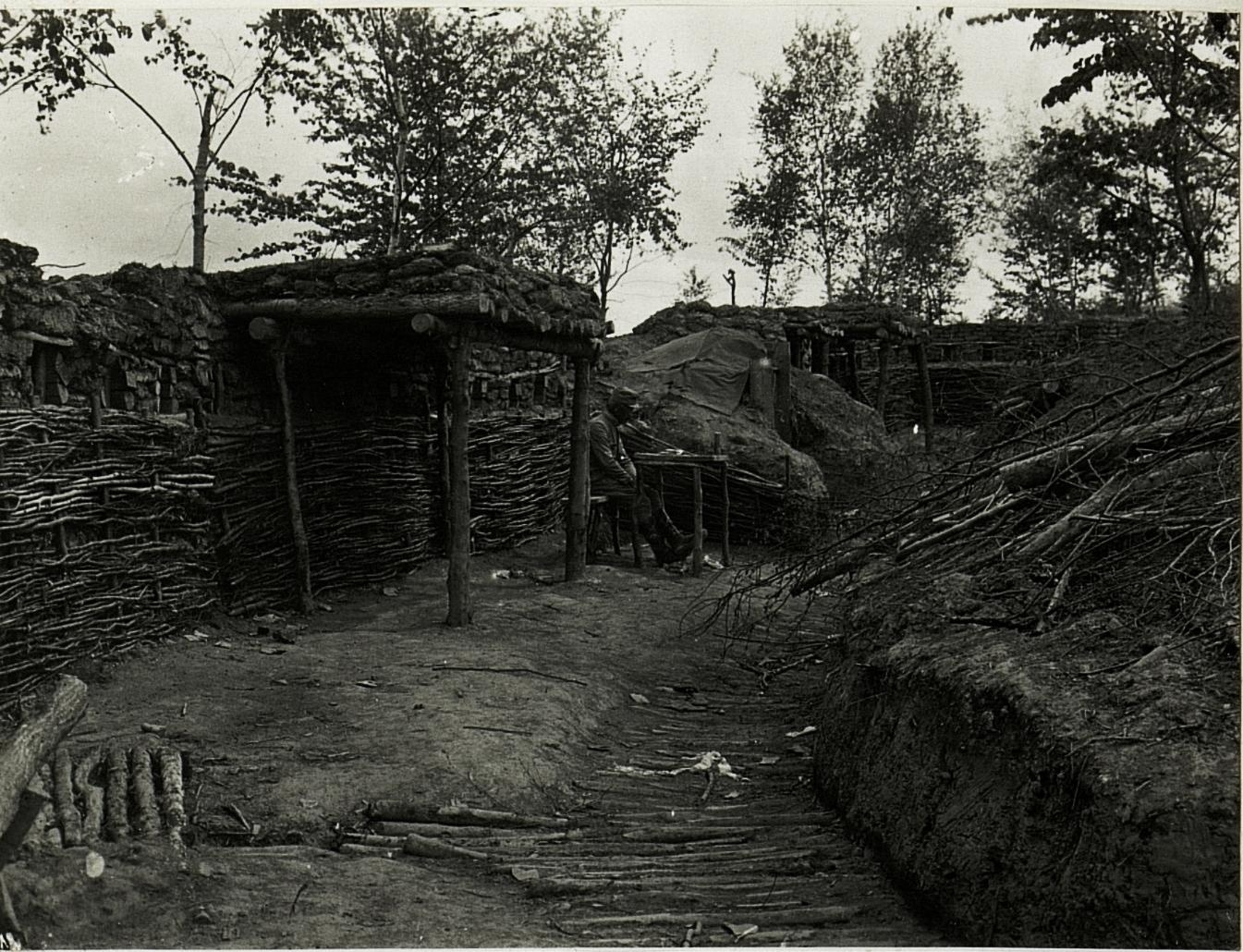
Позиції 16-ї роти полку.
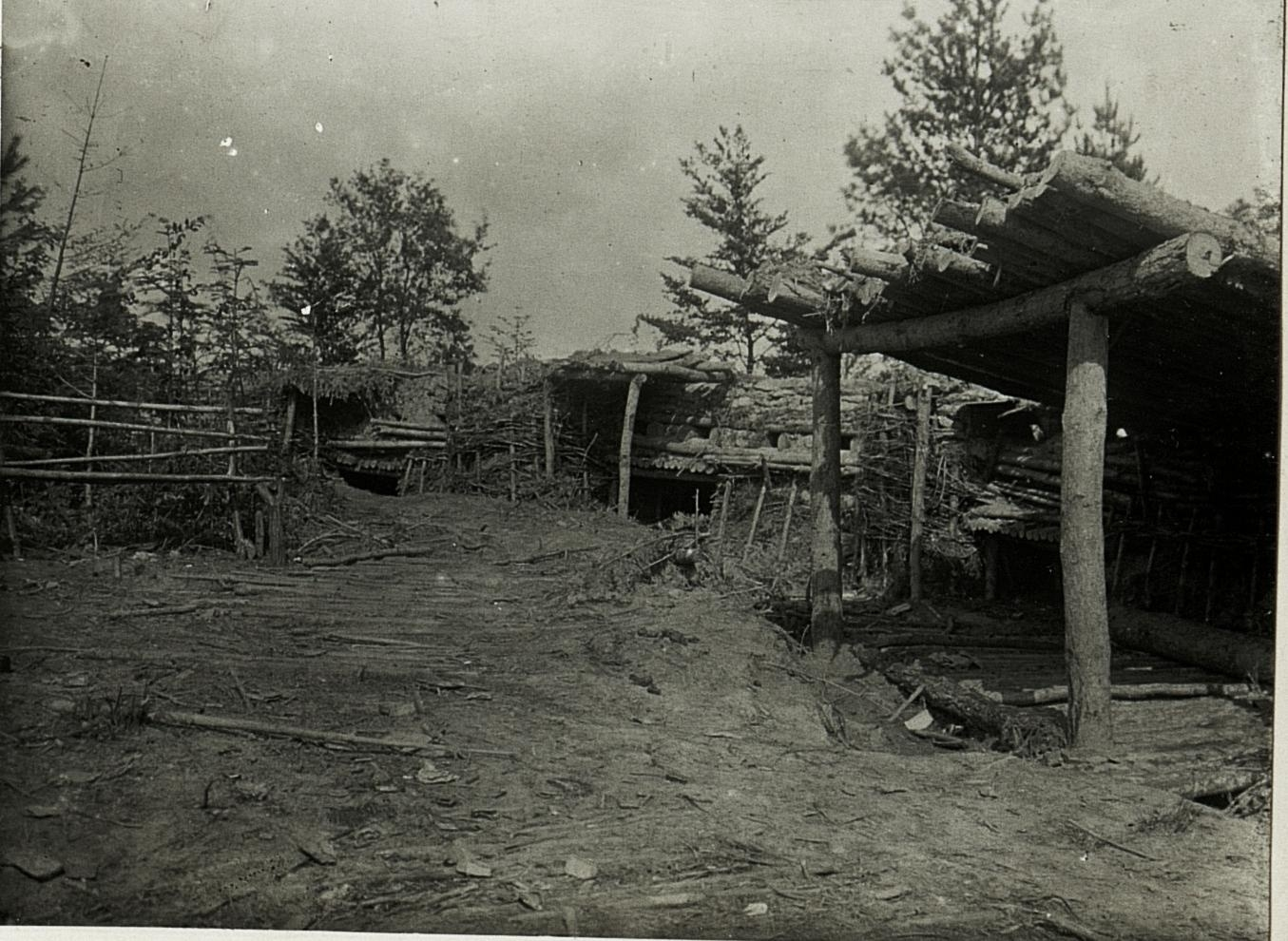
Бліндажі полку.
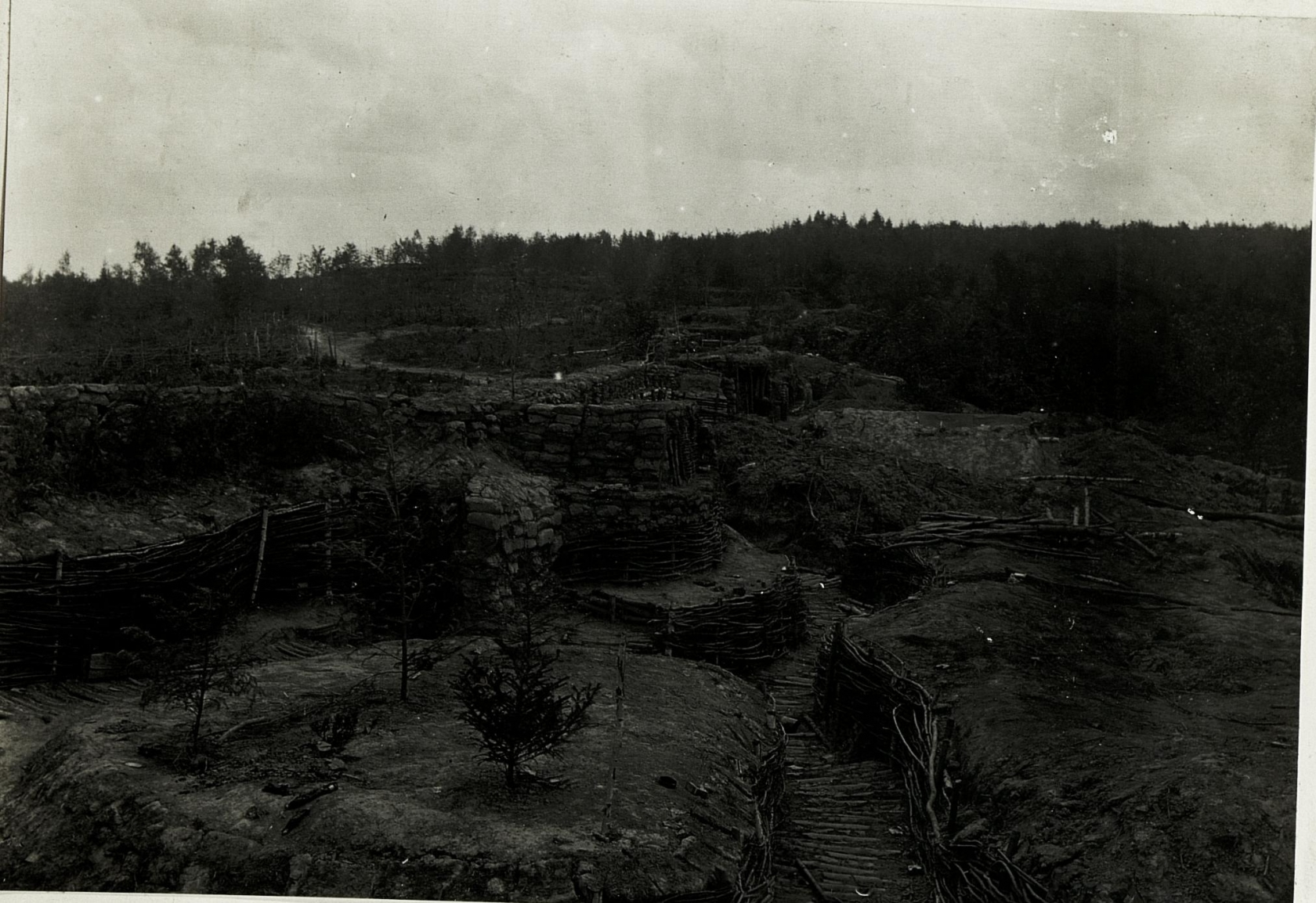
Окопно-дротяна перешкода 10-ї роти 14-го піхотного полку
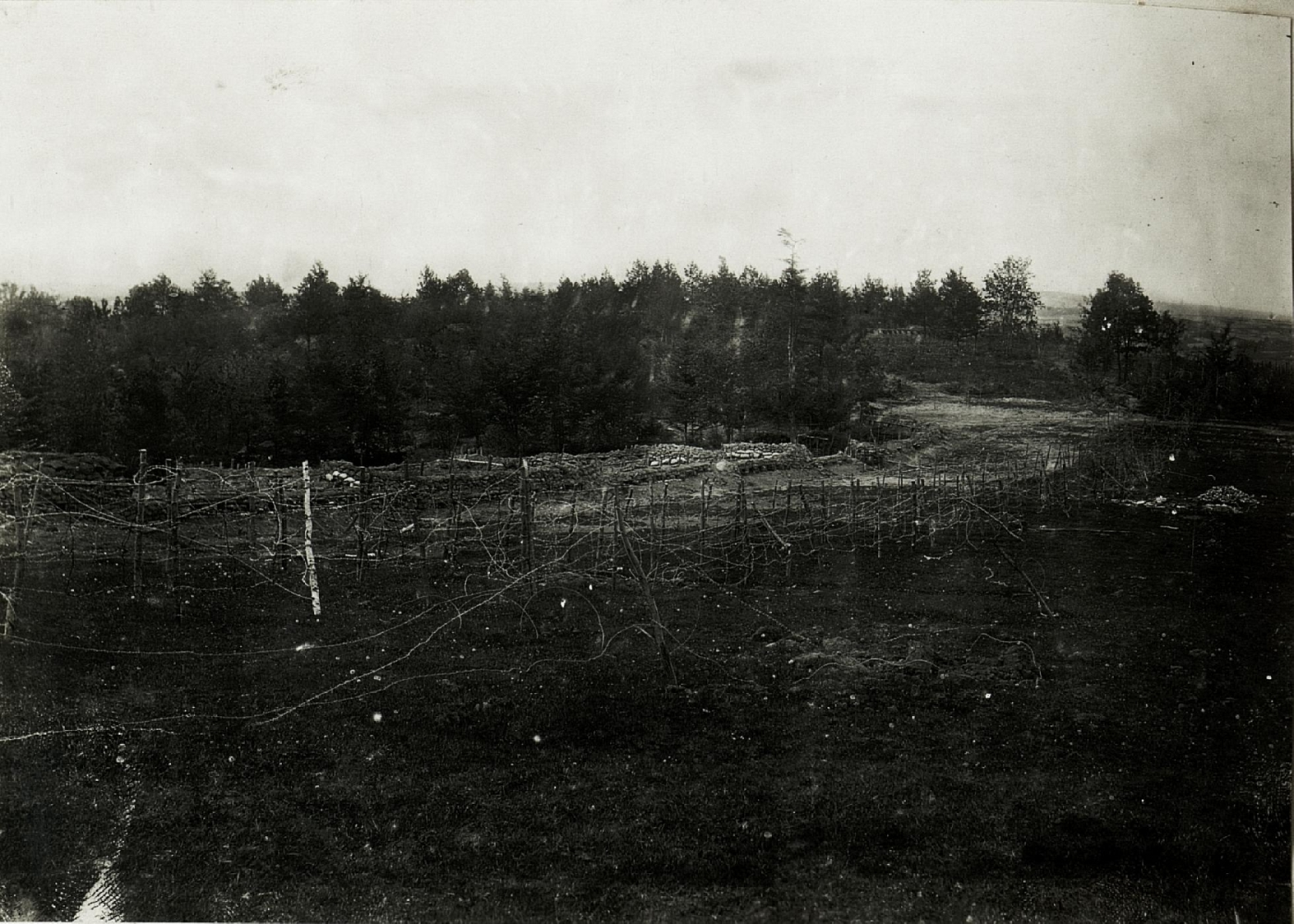
Окопно-дротяна перешкода 14-го піхотного полку.

## Пам'ять
- Пам'ятник Гессен (нім. Hessendenkmal), відкритий у 1928 році в м. Лінц, вшановує приблизно 5000 солдатів цього полку, які загинули у Першій світовій війні;
- У 1934 році в місті Лінц площу названо Гессенплац (нім. Hessenplatz) на честь полку;
- У 1967 році підтримання традиції «Старої армії» взяли на себе Збройні сили Австрії. Традиції 14-го піхотного полку увібрав 14-й танковий батальйон ЗС Австрії;
- 14-й танковий батальйон ЗС Австрії розміщений в казармах колишнього 14-го піхотного полку;
- В м. Шердінг площу Гессен-Райнер-Плац (нім. Hessen-Rainer-Platz) у палацовому парку була названа на честь 14-го і 59-го піхотних полків. Також цим в честь цим полкам встановлено меморіал.

День пам'яті полку — 12 вересня. В цей день в 1917 року, відбувся штурм Монте-Сан-Габріеле частинами 14-го полку. Це також офіційний святковий день 14-го танкового батальйону ЗС Австрії.

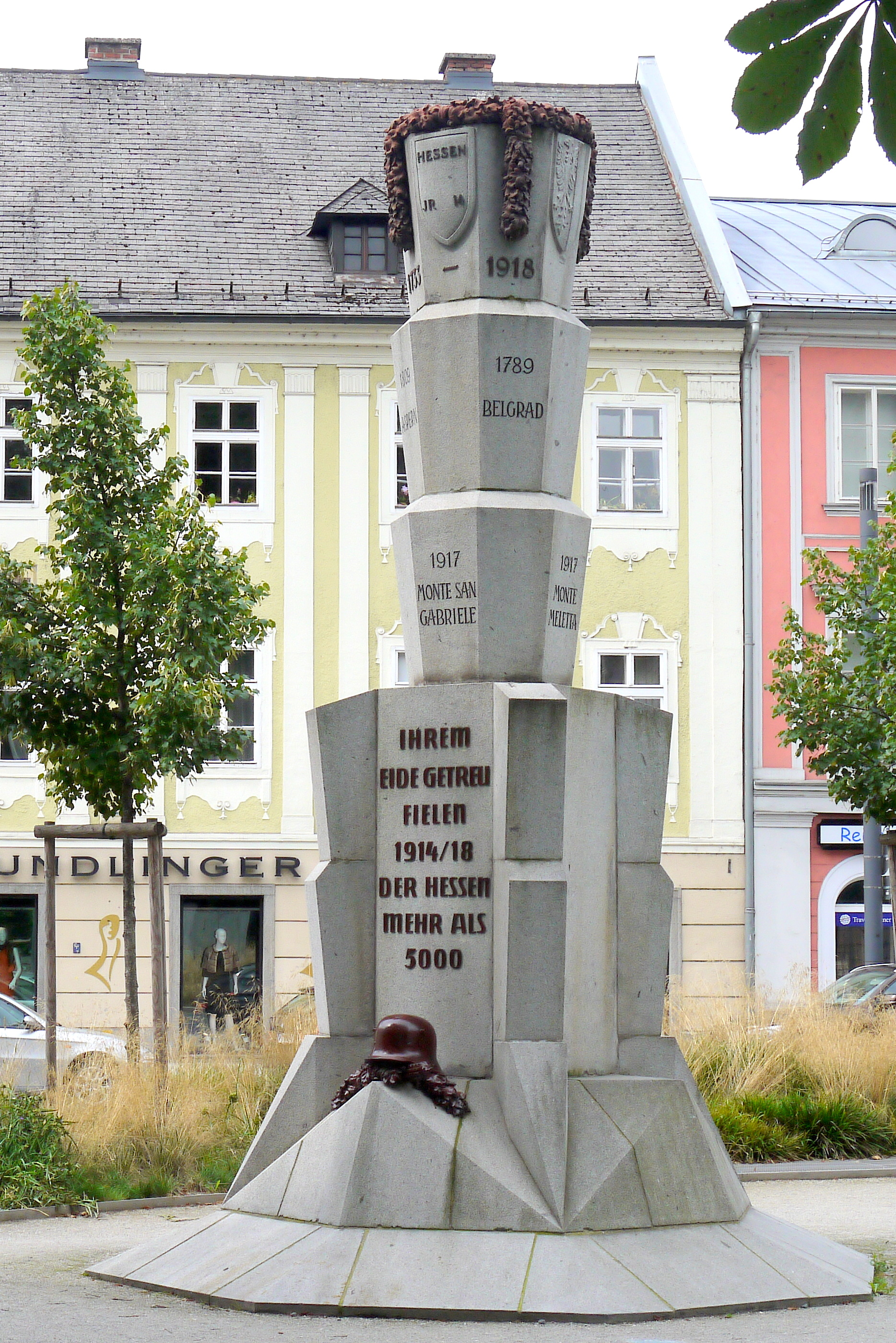
Пам'ятник у Лінці в пам'ять 14-го піхотного полку.
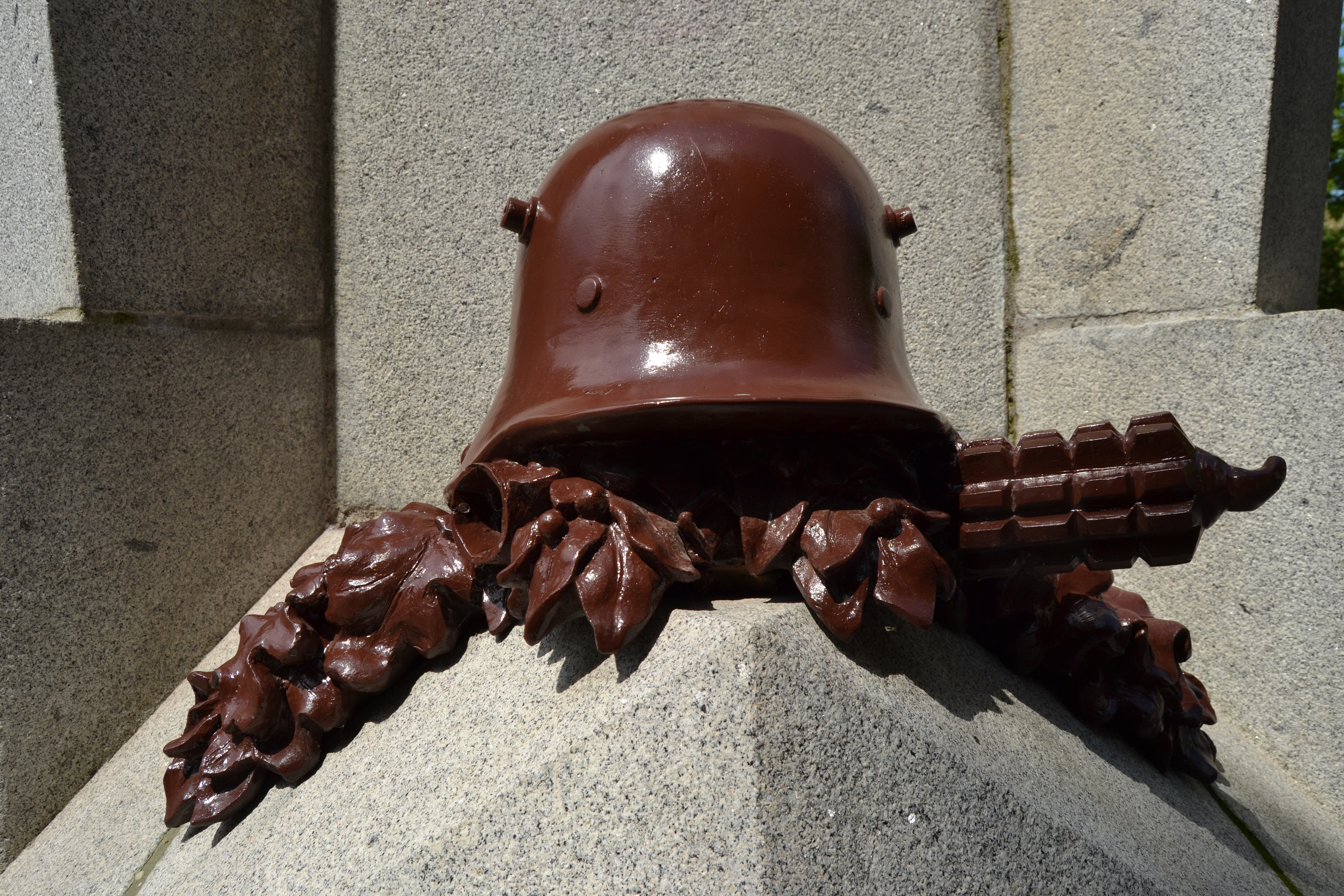
Пам'ятник у Лінці в пам'ять 14-го піхотного полку.
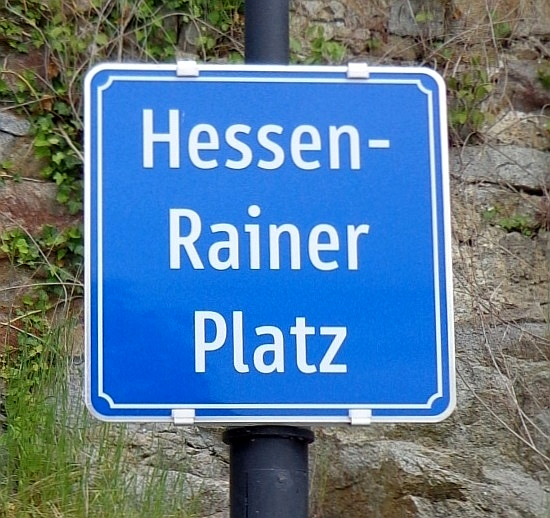
Гессен-Райнер-Плац в Шердінгу.
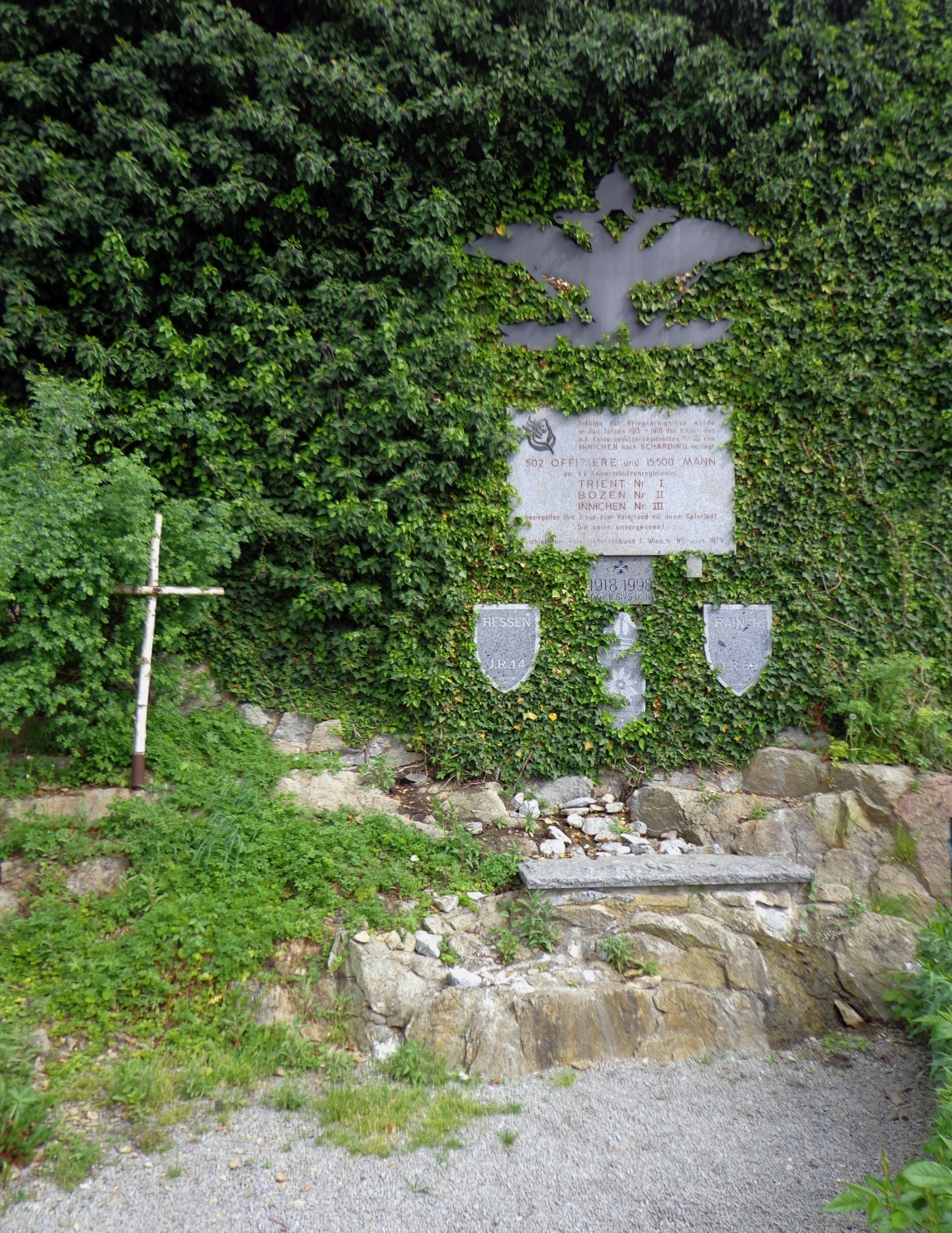
Меморіал 14-му і 59-му піхотним полкам в Шердінгу.
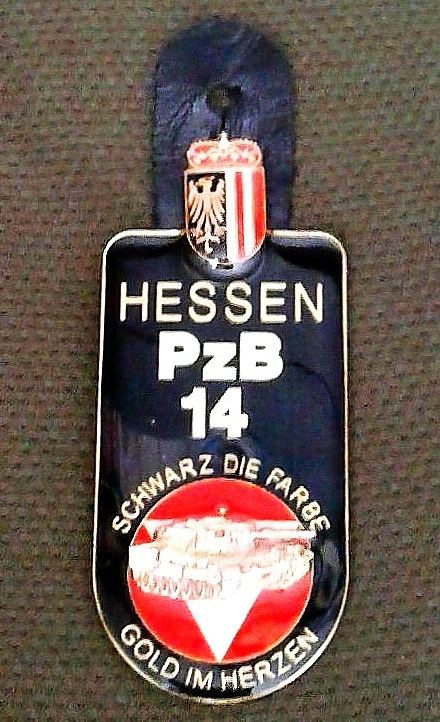
Знак розрізнення 14-го танкового батальйон Збройних сил Австрії.